# ノガミカツキ
ノガミ カツキ（1992年 - ）は、新潟県出身の映像作家。
2013年ベルリン芸術大学に交換留学、オラファー・エリアソンのRaumexperimenteに所属。2015年に武蔵野美術大学映像学科クリストフ・シャルルゼミを卒業。2018年にカナダのコンコーディア大学のTopological Media Labて客員アーティストとして1年間カナダで活動。

## 受賞歴
- デジタルショック賞受賞 Scopitone@ブルターニュ公爵城,Stereolux(フランス, 2016,2015)[2]
- アルスエレクトロニカ栄誉賞受賞 CyberArtd@OK Gallery(オーストリア,2017)[3]
- 新人賞受賞　文化庁メディア芸術祭受賞展@国立新美術館(東京,2015)[4]
- Macの向こうから Behind the Mac 選出(2021)[5]
- U30 Forbes Japan 選出（2018）[6]